# Chonville-Malaumont
Chonville-Malaumont est une commune française située dans le département de la Meuse, en région Grand Est.

## Géographie

### Hydrographie
La commune est dans le bassin versant de la Meuse au sein du bassin Rhin-Meuse. Elle est drainée par le ruisseau de Chonville, le ravin de Charedelle et le ruisseau de Plane,.
Le ruisseau de Chonville, d'une longueur de 16 km, prend sa source dans la commune de Méligny-le-Grand et se jette  dans la Meuse à Lérouville, après avoir traversé quatre communes. 

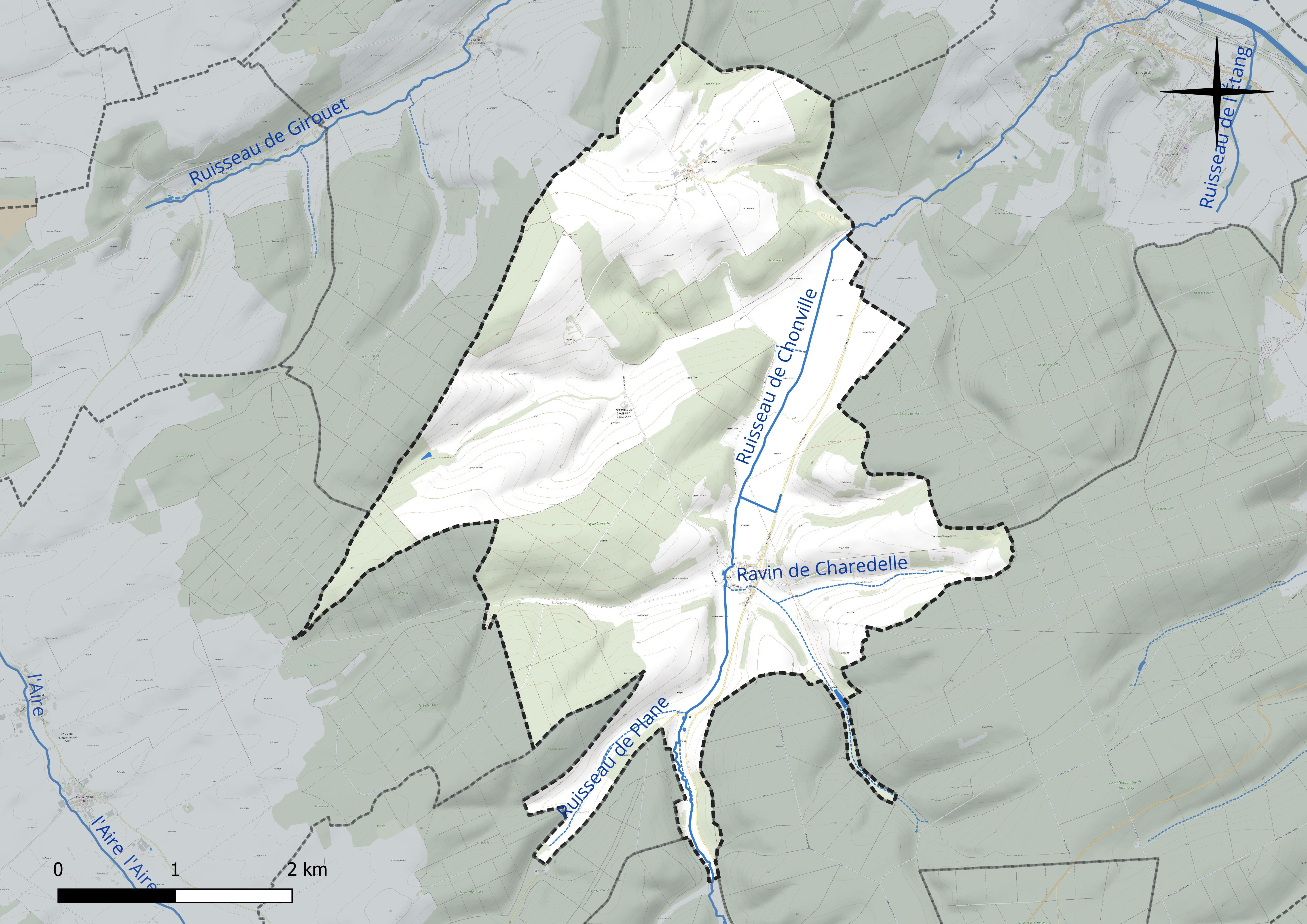
Réseau hydrographique de Chonville-Malaumont.

### Climat
Pour des articles plus généraux, voir Climat du Grand Est et Climat de la Meuse.
En 2010, le climat de la commune est de type climat de montagne, selon une étude du Centre national de la recherche scientifique s'appuyant sur une série de données couvrant la période 1971-2000. En 2020, Météo-France publie une typologie des climats de la France métropolitaine dans laquelle la commune est exposée à un climat océanique altéré et est dans la région climatique  Lorraine, plateau de Langres, Morvan, caractérisée par un hiver rude (1,5 °C), des vents modérés et des brouillards fréquents en automne et hiver. 
Pour la période 1971-2000, la température annuelle moyenne est de 9,5 °C, avec une amplitude thermique annuelle de 16,2 °C. Le cumul annuel moyen de précipitations est de 1 029 mm, avec 14,1 jours de précipitations en janvier et 9,7 jours en juillet. Pour la période 1991-2020, la température moyenne annuelle observée sur la station météorologique de Météo-France la plus proche, « Erneville aux Bois_sapc », sur la commune d'Erneville-aux-Bois à 6 km à vol d'oiseau, est de 9,9 °C et le cumul annuel moyen de précipitations est de 1 021,5 mm. 
La température maximale relevée sur cette station est de 39,4 °C, atteinte le 25 juillet 2019 ; la température minimale est de −24,2 °C, atteinte le 18 février 1956,,. 
Les paramètres climatiques de la commune ont été estimés pour le milieu du siècle (2041-2070) selon différents scénarios d'émission de gaz à effet de serre à partir des nouvelles projections climatiques de référence DRIAS-2020. Ils sont consultables sur un site dédié publié par Météo-France en novembre 2022.

## Urbanisme

### Typologie
Au 1er janvier 2024, Chonville-Malaumont est catégorisée commune rurale à habitat dispersé, selon la nouvelle grille communale de densité à sept niveaux définie par l'Insee en 2022.
Elle est située hors unité urbaine. Par ailleurs la commune fait partie de l'aire d'attraction de Commercy, dont elle est une commune de la couronne,. Cette aire, qui regroupe 19 communes, est catégorisée dans les aires de moins de 50 000 habitants,.

### Occupation des sols
L'occupation des sols de la commune, telle qu'elle ressort de la base de données européenne d’occupation biophysique des sols Corine Land Cover (CLC), est marquée par l'importance des territoires agricoles (63,9 % en 2018), une proportion sensiblement équivalente à celle de 1990 (63,1 %). La répartition détaillée en 2018 est la suivante : 
terres arables (50,3 %), forêts (34,6 %), prairies (13,6 %), milieux à végétation arbustive et/ou herbacée (1,5 %). L'évolution de l’occupation des sols de la commune et de ses infrastructures peut être observée sur les différentes représentations cartographiques du territoire : la carte de Cassini (XVIIIe siècle), la carte d'état-major (1820-1866) et les cartes ou photos aériennes de l'IGN pour la période actuelle (1950 à aujourd'hui).

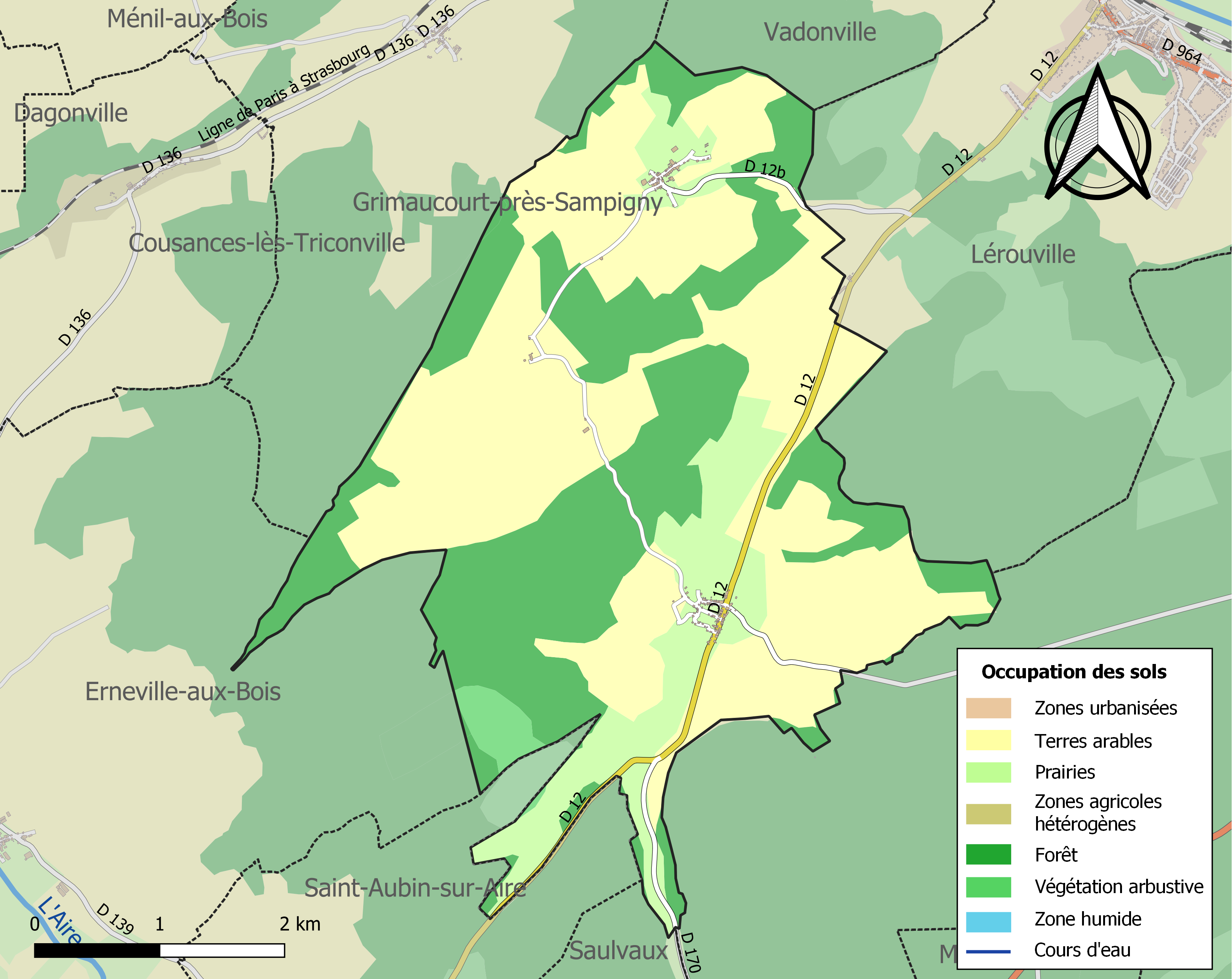
Carte des infrastructures et de l'occupation des sols de la commune en 2018 (CLC).

## Toponymie
Chonville est attesté sous les formes Sechanis-villa (1106) ; Chunville (1186) ; Chonville (1331) ; Chonvilla (1402) ; Chonis-villa (1711) ; Xonville (1756).

Malaumont est attesté sous les formes Malaudimons (XIIe siècle) ; Malemmunt (1186) ; Malaumons (1402) ; Melaumont (1700) ; Malus-Mons (1711) ; Malaudmont (1745) ; Malaudi-Mons (1756).

## Histoire
Le 1er janvier 1973, Chonville devient Chonville-Malaumont à la suite de sa fusion-association avec Malaumont.

## Politique et administration
| Période                                  | Période   | Identité                                        | Étiquette | Qualité     |
| ---------------------------------------- | --------- | ----------------------------------------------- | --------- | ----------- |
| Les données manquantes sont à compléter. |           |                                                 |           |             |
| mars 2001                                | mars 2014 | Lionel Vivenot                                  |           |             |
| mars 2014                                | En cours  | Stéphane Lebègue Réélu pour le mandat 2020-2026 |           | Agriculteur |

## Population et société

### Démographie
L'évolution du nombre d'habitants est connue à travers les recensements de la population effectués dans la commune depuis 1793. Pour les communes de moins de 10 000 habitants, une enquête de recensement portant sur toute la population est réalisée tous les cinq ans, les populations de référence des années intermédiaires étant quant à elles estimées par interpolation ou extrapolation. Pour la commune, le premier recensement exhaustif entrant dans le cadre du nouveau dispositif a été réalisé en 2004.

En 2022, la commune comptait 204 habitants, en évolution de −5,12 % par rapport à 2016 (Meuse : −4,4 %, France hors Mayotte : +2,11 %).
| 1793 | 1800 | 1806 | 1821 | 1831 | 1836 | 1841 | 1846 | 1851 |
| ---- | ---- | ---- | ---- | ---- | ---- | ---- | ---- | ---- |
| 445  | 441  | 436  | 421  | 533  | 526  | 530  | 509  | 534  |

| 1856 | 1861 | 1866 | 1872 | 1876 | 1881 | 1886 | 1891 | 1896 |
| ---- | ---- | ---- | ---- | ---- | ---- | ---- | ---- | ---- |
| 511  | 492  | 511  | 489  | 456  | 444  | 409  | 376  | 350  |

| 1901 | 1906 | 1911 | 1921 | 1926 | 1931 | 1936 | 1946 | 1954 |
| ---- | ---- | ---- | ---- | ---- | ---- | ---- | ---- | ---- |
| 333  | 323  | 319  | 239  | 256  | 227  | 195  | 212  | 185  |

| 1962 | 1968 | 1975 | 1982 | 1990 | 1999 | 2004 | 2006 | 2009 |
| ---- | ---- | ---- | ---- | ---- | ---- | ---- | ---- | ---- |
| 214  | 177  | 172  | 171  | 178  | 157  | 165  | 162  | 169  |

| 2014 | 2019 | 2022 | - | - | - | - | - | - |
| ---- | ---- | ---- | - | - | - | - | - | - |
| 206  | 206  | 204  | - | - | - | - | - | - |

## Culture locale et patrimoine

### Lieux et monuments
La commune compte deux monuments historiques :
- L'église Saint-Martin de Malaumont, dont le clocher roman a été classé par arrêté du 17 juillet 1908 et le chœur, la sacristie Renaissance et la nef gothique ont été inscrits par arrêté du 28 juin 1994[23],
- L'église Saint-Brice de Chonville, classée par journal officiel du 18 avril 1914 au titre des monuments historiques[24].
- La chapelle de Morville.

Autre monument :
- Ruines d'une tour forte à Chonville.

### Héraldique
| Blason de Chonville-Malaumont | Blason  | D'or au tronc écoté de sable accostés de deux croisettes de gueules, l'écu chapé de gueules à deux phéons d'argent. |
| Blason de Chonville-Malaumont | Détails | Création de R.A. Louis avec les conseils de la commission héraldique de l'UCGL. Adopté par la commune en mai 2016.  |